# Alfred Müller-Armack
Alfred Müller-Armack (28 tháng 6 năm 1901 – 16 tháng 3 năm 1978) là một nhà kinh tế và chính trị gia Đức.
Ông là giáo sư kinh tế tại đại học Münster và đại học Köln. Müller-Armack là người đã đặt ra từ "Kinh tế thị trường xã hội" 1946.

## Tiểu sử
Trong thập niên 1920 ông đã ghi họ mẹ vào cả tên mình và bắt đầu công bố tên này „Müller-Armack" từ năm 1929.
Đầu tháng 5 năm 1933 ông gia nhập Đảng Công nhân Đức Quốc gia Xã hội chủ nghĩa (NSDAP), vì ông hy vọng, chế độ độc tài Đức Quốc xã vì là "nhà nước mạnh" có thể hình thành một chính sách kinh tế vững chắc và tốt hơn là dưới thời Cộng hòa Weimar. Cho tới 1945, tuy ông chỉ là một đảng viên thụ động, ông đã viết trong một tập sách đầy cảm hứng về những hy vọng của mình về một trật tự kinh tế có thể hình thành.
Sau thế chiến thứ hai ông gia nhập đảng CDU và phát họa 1946 trong cuốn sách Wirtschaftslenkung und Marktwirtschaft (Lèo lái kinh tế và kinh tế thị trường) ý tưởng và từ ngữ „kinh tế thị trường xã hội". 1950 ông chuyển làm giáo sư khoa học kinh tế chính quyền tại đại học Köln và thành lập với Franz Greiß cùng năm viện nghiên cứu khoa học kinh tế độc lập với tên là Institut für Wirtschaftspolitik (Viện chính sách kinh tế) thuộc đại học Köln.
Müller-Armack là nhân vật chính của "trường phái Köln". Ông ta luôn chỉ ra là kinh tế phải phục vụ con người. Một môi trường điều chỉnh phải được cung cấp làm nền tảng cho một hình thức cạnh tranh tốt nhất cho tất cả mọi người.
Sau 1952, ông làm việc cho bộ kinh tế, dưới quyền của Ludwig Erhard (CDU), làm giám đốc của cơ quan chính sách mới thành lập (Grundsatzabteilung).